# Pierre Ménard (écrivain, 1743)
Pour les articles homonymes, voir Pierre Ménard et Ménard.
Pierre Ménard est un écrivain français né à Laval en 1743.

## Biographie
Il étudia d'abord au collège de Laval où Renouard avait été son condisciple. Il balança, dit ce dernier, les suffrages de l'Académie française lorsqu'elle couronna l'éloge de Charles V par Jean-François de La Harpe (1767). Le discours de Ménard, qui a été imprimé (Paris, veuve Regnard, in-8°), n'est qu'une déclamation, d'après M. Hauréau, mais elle a quelque mérite littéraire, et comme elle n'est pas trop longue, on en supporte la lecture. Narcisse Henri François Desportes ajoute qu'on lui doit aussi quelques ouvrages sur l'art oratoire. Ménard fut nommé principal du collège d'Aix-en-Provence, quelques années avant la Révolution française.

## Source
« Pierre Ménard (écrivain, 1743) », dans Alphonse-Victor Angot et Ferdinand Gaugain, Dictionnaire historique, topographique et biographique de la Mayenne, Laval, A. Goupil, 1900-1910 [détail des éditions] (BNF 34106789, présentation en ligne)